# Міватн
Мі́ватн (ісл. Mývatn) — невелике озеро на півночі Ісландії неподалік вулкана Крапла. 
Озеро та навколишні землі є багатими на фауну водних птахів, особливо качок. Озеро утворилося 2300 років тому завдяки виверженню базальтової лави, тому в ландшафті переважають вулканічні форми рельєфу. Річка Лакса, що витікає з озера відома тим, що є багатою на рибу (особливо Salmo trutta та Salmo salar).
Назва означає «озеро мошок» (mý — мошка, vatn — озеро), виникла через те, що влітку тут з'являється багато мошок. Іноді Міватном називають не лише озеро, а й незаселену територію навколо нього. Річка Лакса, озеро Міватн та навколишні землі перебувають у складі Міватно-Лаксійської природоохоронної території. З 2000 року щоліта навколо озера проводять марафонський біг.

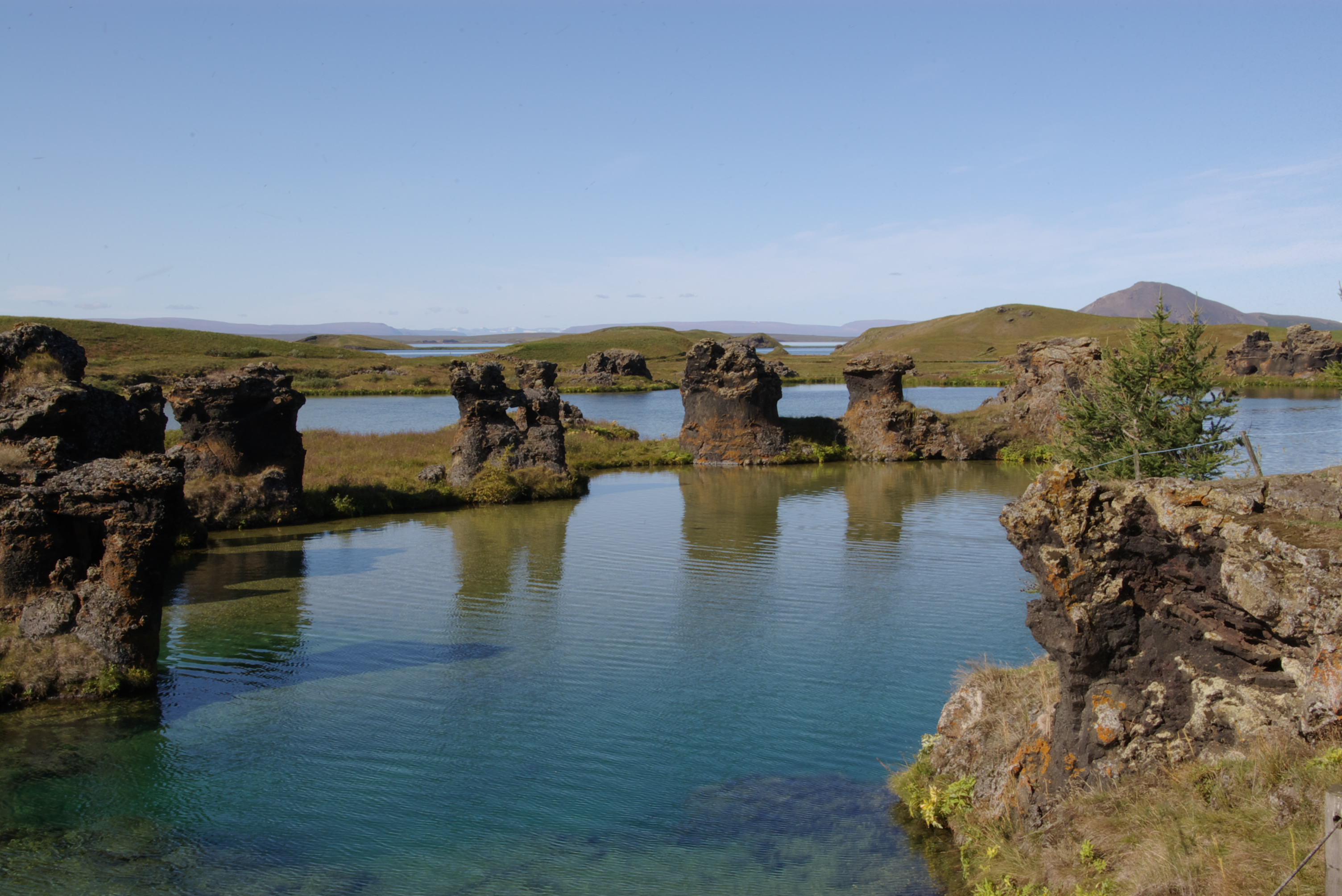
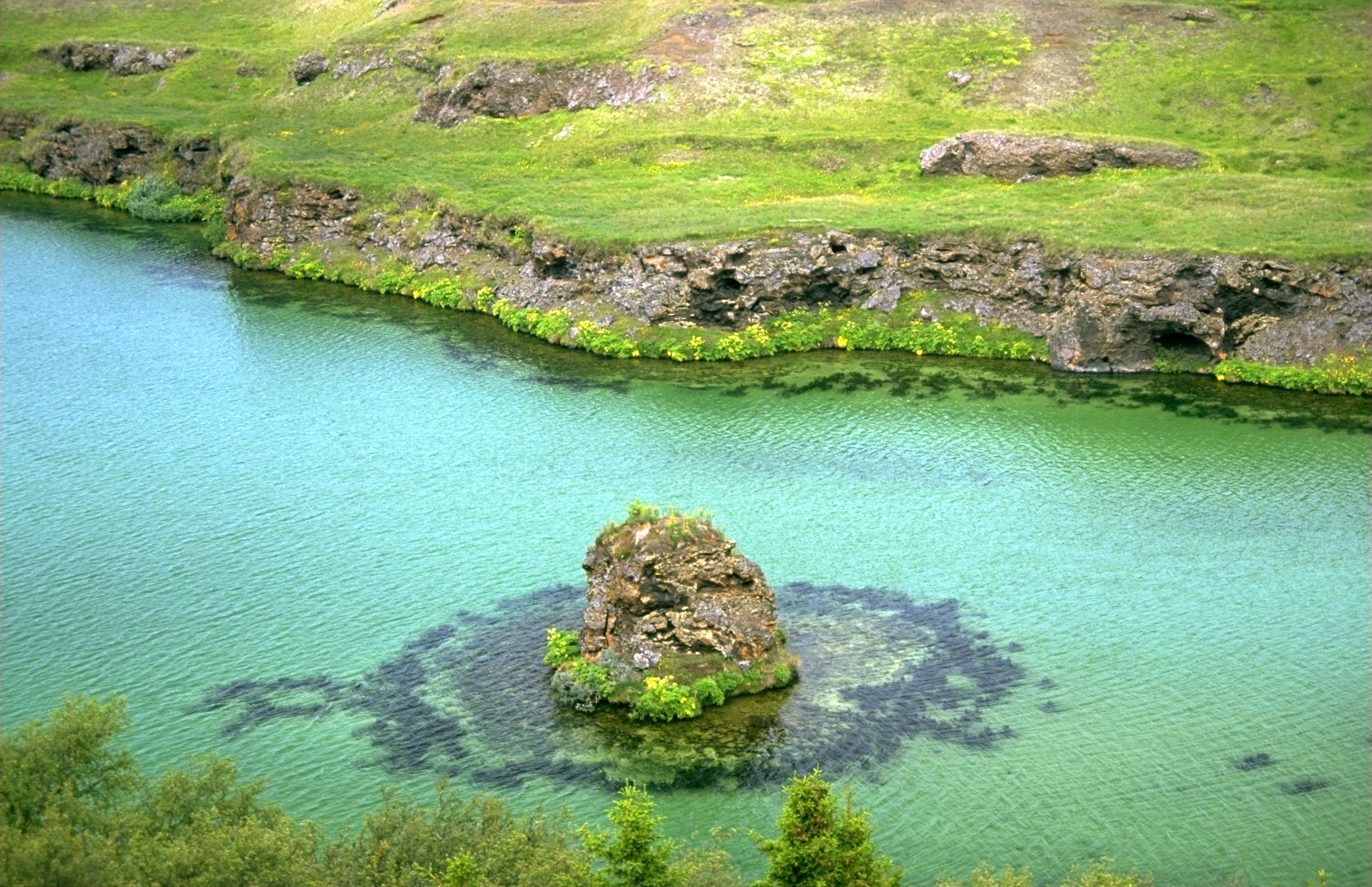

| Ісландія | Це незавершена стаття з географії Ісландії. Ви можете допомогти проєкту, виправивши або дописавши її. |

1. ↑  GEOnet Names Server — 2018.